# Клецк
Клецк (бел. Клецк) — город в Минской области Беларуси. Административный центр Клецкого района. Расположена железнодорожная станция.
Численность населения — 11 169 человек (на 1 января 2025 года).

## География
Клецк располагается на реке Лань в 140 км от Минска. Северная часть Клецкого района находится в пределах Западно-Белорусской провинции, а центральная и южная — в пределах Предполесской провинции, на Клецко-Барановичской равнине. Характеризуется относительно высокими температурами относительно соседних районов.

## Климат
Климат в Клецке умеренно-континентальный, с мягкой зимой и тёплым умеренно-влажным летом. Средняя температура января − 6,3 °С, июля +17,8 °С. Выпадает 626 мм осадков в год.

## Геральдика
Герб утверждён решением Клецкого районного исполнительного комитета от 29 ноября 1999 года № 106. Зарегистрирован в Гербовом матрикуле Республики Беларусь 21 декабря 1999 года № 37.
Флаг учреждён Указом Президента Республики Беларусь от 1 декабря 2011 года № 564 и зарегистрирован в Государственном геральдическом регистре Республики Беларусь 5 декабря 2011 года № Б-206. Утверждён решением Клецкого районного Совета депутатов от 23 декабря 2008 года № 97.

## Этимология
По мнению белорусского географа В. Жучкевича, топоним «Клецк» образовался от основы клеть, или старого диалектного слова «клеч» — березовая поросль. Прежние названия города в исторических источниках: Клѣчьск, Клеческ, Клическ.

## История
История Клецка, развитие в городе ремесла, торговли, сельского хозяйства, культуры отражены в двух группах источников: археологических и письменных. Для изучения X—XI веков археологический материал является единственным, для XII—XV веков — преобладающим.
В изучении планировки города XVI—XVIII веков определённое значение имеют письменные данные, при исследовании построек, ремесла и сельского хозяйства археологические и письменные источники удачно дополняют друг друга.
Развитие торговли и быт горожан хорошо освещают письменные документы, археологические находки тут имеют подчинённое значение.

### Археологические исследования
- Исследование 1986 года, проведённое Т. С. Бубенько и В. С. Поздняковым на окольном городе[13].
- Исследование В. С. Позднякова 1987—1990 годов на детинце, окольном городе и посаде Клецка.

Культурный слой на детинце содержит напластования XII—XVII веков. Культурный слой на окольном городе — X—XVIII веков. В целом на детинце, окольном городе и посаде в 1986—1990 годах раскопано 2646 м² и учтено более 1500 индивидуальных находок из чёрных и цветных металлов, кости, камня, стекла, глины. Собраны коллекции керамики и костных остатков.

### Письменные источники
Древнерусский период истории Клецка отражен в Повести временных лет, Ипатьевской и Лаврентьевской летописях. Через большой промежуток времени город появляется в белорусско-литовских летописях XV—XVI веков. Со второй половины XV века Клецк часто упоминается в актовых материалах. Обширная группа документов о Клецке образовалась в канцелярии королевы Боны и князей Радзивиллов, которым город принадлежал с XVI века. По инициативе Боны в 1552 году составлен первый инвентарь города. Инвентари Клецка так же проводились в 1575, 1626, 1641, 1663, 1694, 1713, 1714, 1740, 1747, 1757, 1760, 1767, 1770, 1782, 1791 и 1799 годах. Городские хозяйственные и административные документы довольно полно сохранились в Радзивилловском архиве. Ценные данные о городской жизни дают судебные документы, в том числе актовые книги и протоколы клецкого суда.

### Ранний период (XI—XIII века)
На протяжении своей ранней истории Клецк был тесно связан с Туровом. Граница Туровской и Полоцкой земель к началу XI века оформилась южнее Изяславля и Минска. Таким образом, уже в это время Клецк находился под властью туровских и киевских князей. Вероятными владельцами Клецка являются князья Турова от Святополка Окаянного до Вячеслава Владимировича. На время княжения последнего приходится первое упоминание Клецка в летописи, и уже в качестве удельного стола. Так в 1127 году в походе на Полоцкое княжество наряду с другими князьями принимал участие Вячеслав Ярославич из Клецка, сын владимир-волынского князя Ярослава Святополчича, и получил он Клецк из pyк Мстислава Владимировича. Некоторые современные авторы видят в Клецке столицу племени дреговичей.
После смерти Вячеслава Клецк опять перешёл во владение князей Турова и Киева. В 1139 году новый киевский князь Всеволод Ольгович отдал Клецк брату Святославу Ольговичу. Вскоре тот утратил город и вторично получил его в 1149 году (владел около 1149—1151) от следующего киевского князя Юрия Долгорукого.
В 1258 году был организован монгольский поход на Литву при участии галицко-волынских князей. Организацией похода занимались монгольские военачальники Бурундай и Китат — сын зятя монгольского императора. Во время похода был сожжён Клецк. В городе найден монгольский наконечник стрелы, а отложение культурного слоя почти полностью прекратилось.

### XIV—XV века
В XIV веке Клецк включён в состав Литовского княжества, как «литовский город» он назван в «Списке русских городов дальних и ближних». В 1396 году упоминается клецкий князь Ямунт Тулунтович (возможно сын Гурды Гинвиловича). Сыновья Ямунта — Семён и Михаил — также были князьями клецкими. Князь Семён (Сенько) Ямонтович (Semen Jamunti) подписал (наряду с другими князьями) в 1401 году акт Унии, а в 1411 году (Symeon filii Litwanie ducum) — Торуньский трактат. Князь Михаил Ямонтович умер определённо ранее 1443 года, когда его удел достался Бабичу. Вдова его «княгиня Михалова» около 1442 года получила привилей на двор Раково в Минском повете, в 1445 году она получила подобный привилей на село в Тетерине, а в 1450 году вместе с сыном князем Яшком — привилей на село в Клецком повете.
Около 1401 года Клецк был отдан Витовтом Сигизмунду Кейстуговичу (владел около 1401—1404, 1432—1440), а в 1404 году — Роману Федоровичу. В 1432 году город опять принадлежит Сигизмунду Кейстутовичу, уже как великому князю. В этом году он был разорён войском Свидригайлы, которое в битве у города было разбито. Великий князь Казимир IV отдал Клецк в 1442 году Михаилу Сигизмундовичу (владел ок. 1442—1452). В 1450 году в документах упоминается костёл Святой Троицы. В 1452 году Клецк переходит во владение великого князя литовского Казимира (владел около 1452—1456).
Около 1456 года Казимир пожаловал Клецк выходцу из России князю Ивану Васильевичу (владел около 1456—1507).

### XVI—XVII века
В начале XVI века город пережил два татарских погрома. В августе 1502 года 6-тысячное татарское войско под командованием крымского царевича Бити-Гирея вторглось на Белорусское Полесье. В 1503 году князь Фёдор Иванович Боровский участвовал в неудачном бою с татарами под Клецком. Литовские отряды под командованием князей Фёдора Ивановича Боровского, Юрия Ивановича Гольшанского и Григория Борисовича Глинского потерпели поражение от крымской орды. В результате Клецк был взят штурмом и сожжён.
Летом 1506 года семитысячная татарская орда под предводительством крымских царевичей Бити-Гирея и Бурнаш-Гирея вторглась в Великое княжество Литовское. 4 августа десятитысячное литовское войско под руководством великого гетмана литовского Станислава Петровича Кишки выступило из Новогрудка на Клецк.

И, имея о них полные сведения от шпионов, смело двинулся на татарский лагерь под Клёцк, как следует построив семь тысяч литовской шляхты и солдат, и три тысячи собранной черни (motlochu), так что всего их было 10 000.— Стрыйковский М. Хроника польская, литовская, жмойтская и всея Руси

По пути литовцы уничтожали небольшие татарские «загоны», пленяя и убивая татар. Крымские царевичи, узнав о приближении литовско-шляхетской армии, приготовились к битве. Великий гетман литовский Станислав Кишка заболел и не мог командовать войском. Тогда литовские магнаты поручили командованием войском князю Михаилу Львовичу Глинскому, фавориту Александра Ягеллончика. 5 августа 1506 года литовское войско в битве под Клецком наголову разгромило превосходящие силы крымчан. 

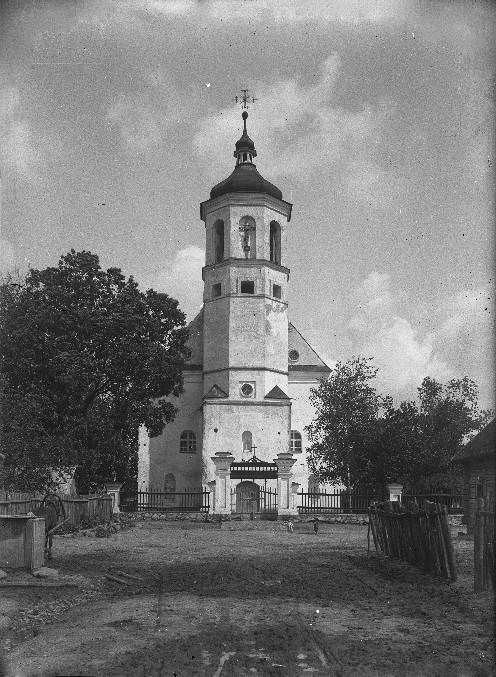
Фарный костёл середины XVI века, снесённый в 1950-е гг.

Иван Васильевич пережил татарские погромы и умер в 1507 году, после чего Клецк перешел к его сыну Фёдору Ивановичу Боровскому (владел ок. 1507—1520). Этот переход был оформлен специальным соглашением с королем в 1508 и подтверждён в 1509 году. Король Сигизмунд брал под своё личное покровительство Федора и княгиню Александру, они же завещали ему все свои владения в случае отсутствия наследников.
В 1519 году король пожаловал Клецк своей жене Боне (владел ок. 1507—1556) вместе с некоторыми другими городами, которые должны были перейти к ней после смерти князя Фёдора. В 1521 году удельный князь Фёдор Иванович Боровский скончался, не оставив после себя потомства.
Первые грамоты Боны по распоряжении новыми земельными владениями относятся к 1522 году. Предприимчивая королева активно принялась за хозяйственное устройство полученных имений, в том числе Клецка. По инициативе Боны в Клецке и волости в 1552 году прошла волочная помера, одна из первых на Беларуси. В декабре 1556 года королева уехала на родину в Италию, и все её земельные владения перешли к Сигизмунду II (владел ок. 1556-58). Однако вскоре, в 1558 году, Клецк получил нового владельца — Николая Радзивилла Чёрного. Радзивиллам город вместе с волостью принадлежал вплоть до XX века. В 1560 году в Клецке проповедовал философ Симон Будный, а в 1562 году была издана его первая книга на белорусском языке («Катехизис»).
В 1586 году была образована Клецкая ординация. В 1641 году произошёл раздел клецкой ординации, а новое объединение было создано в 1662 году. 27 августа 1652 был получен герб города. Прямая линия клецких Радзивиллов пресеклась в 1690 году, после чего владельцами города стали представители несвижской линии (Несвижская ординация). В 1683 году был заложен доминиканский монастырь с костелом.
В XVI—XVII веках Клецк являлся заметным военным опорным пунктом. В начале Ливонской войны, в 1559 году, король назначил город местом сбора войск. В 1595 году здесь же собирались войска для борьбы с казацкими отрядами Наливайко. Катастрофой для города стала война с Московским государством в середине XVII века. В 1655 году Клецк был разгромлен войсками царя Алексея Михайловича. В результате военных действий погибло более половины жителей города.
Экономическое развитие Клецка было прервано, и он уже не возродился в своём прошлом значении. Частичное восстановление города во второй половине ХVII — начале XVIII века оборвала Северная война. 19 (30) апреля 1706 года произошел бой у Клецка в Северной войне между русскими и шведскими войсками. Шведы нанесли поражение русским войскам, город был разрушен.

### XVIII век

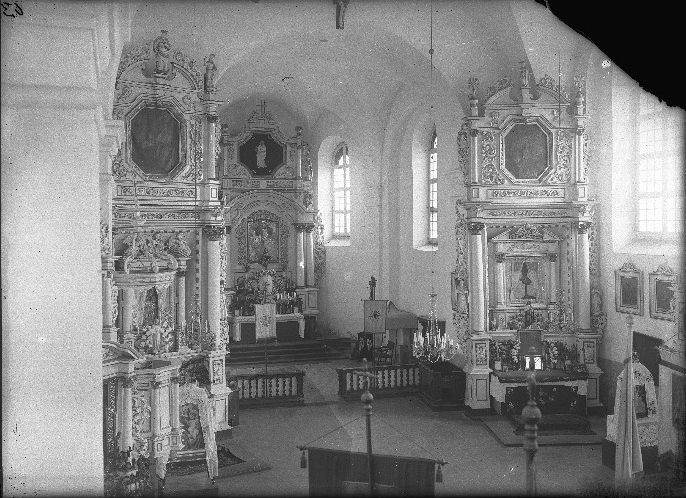
Убранство XVIII века в Фарном костёле

Весь XVIII век Клецк восстанавливался после разгрома, но его значение в государстве постоянно падало. Второй раздел Речи Посполитой в 1793 году означал включение Клецка в состав Российской империи. В 1796 году в Клецке построена главная синагога.

### XIX—XXI века
- 1874: новое слияние Клецкой и Несвижской ординаций.
- 1876: построена Покровская церковь.
- 1881: построена Клецкая мечеть.
- 1886: первое упоминание о Клецкой пожарной охране.
- 1909: построен госпиталь.
- 1917: в районе установлена Советская власть.
- 1919, вторая половина апреля: поляки оккупировали город.
- 1921: по условиям Рижского мирного договора Клецк вошёл в состав Польши.
- 1929: открыта Клецкая иешива.
- 1939: вошёл в состав БССР.
- 1940: Клецк становится районным центром Барановичской области.
- 26 июня 1941: город оккупирован немецкими войсками.
- 30 октября 1941: в гетто расстреляны около 4 тысяч евреев.
- 22 июля 1942: восстание в Клецком гетто.
- 4 июля 1944: Клецк был освобождён от оккупантов.
- 1944: был основан маслосырзавод (позднее маслодельный комбинат).
- 1963: Клецкий район был упразднён и присоединён к Несвижскому.
- 1966: Район восстановили как Клецкий.
- 1969: построен «Клецкий механический завод».
- 1975: установлен мемориальный комплекс Советским воинам, партизанам и землякам.
- 1992: установлен памятник Воинам-интернационалистам.
- 20 октября 1995 года административные единицы Клецкий район и город Клецк, имеющие общий административный центр, объединены в одну административную единицу — Клецкий район[21].
- 2006: заложен новый костёл Святой Троицы.

## Население
Численность населения — 11 169 человек (на 1 января 2025 года).
| Численность населения: |
| График не отображается по техническим причинам. Чтобы исправить это, воспроизведите график в новом формате, если это возможно. |

| 1897 | 1931   | 1939   | 1959   | 1970   | 1979   | 1989     | 2006     | 2018     | 2023     | 2024 | 2025    |
| ---- | ------ | ------ | ------ | ------ | ------ | -------- | -------- | -------- | -------- | ---- | ------- |
| 4700 | ▲ 6196 | ▲ 7900 | ▼ 4100 | ▲ 5704 | ▲ 6954 | ▲ 10 508 | ▲ 10 843 | ▲ 11 483 | ▼ 11 350 |      | ▼11 169 |

## Экономика
Работают ОАО «Гамма вкуса» (бывший консервный завод), унитарное предприятие «Клецкий производственно-пищевой завод», ОАО «Клецкий комбикормовый завод», ОАО «Клецкий мехзавод», ОАО «КШФ» (швейная фабрика), заготовительно-производственное унитарное предприятие «Клецкий коопзаготпром», лесхоз, ОАО «Райагросервис». Крупнейшими работодателями в районе являются районное коммунальное унитарное предприятие «Клецкое ЖКХ» и Клецкий филиал ОАО «Слуцкий сыродельный комбинат» (до 2012 года маслодельный комбинат). В 2018 году промышленность района произвела продукции на сумму 92,7 млн бел. рублей.
В районе расположены 12 сельскохозяйственных организаций.

## Культура

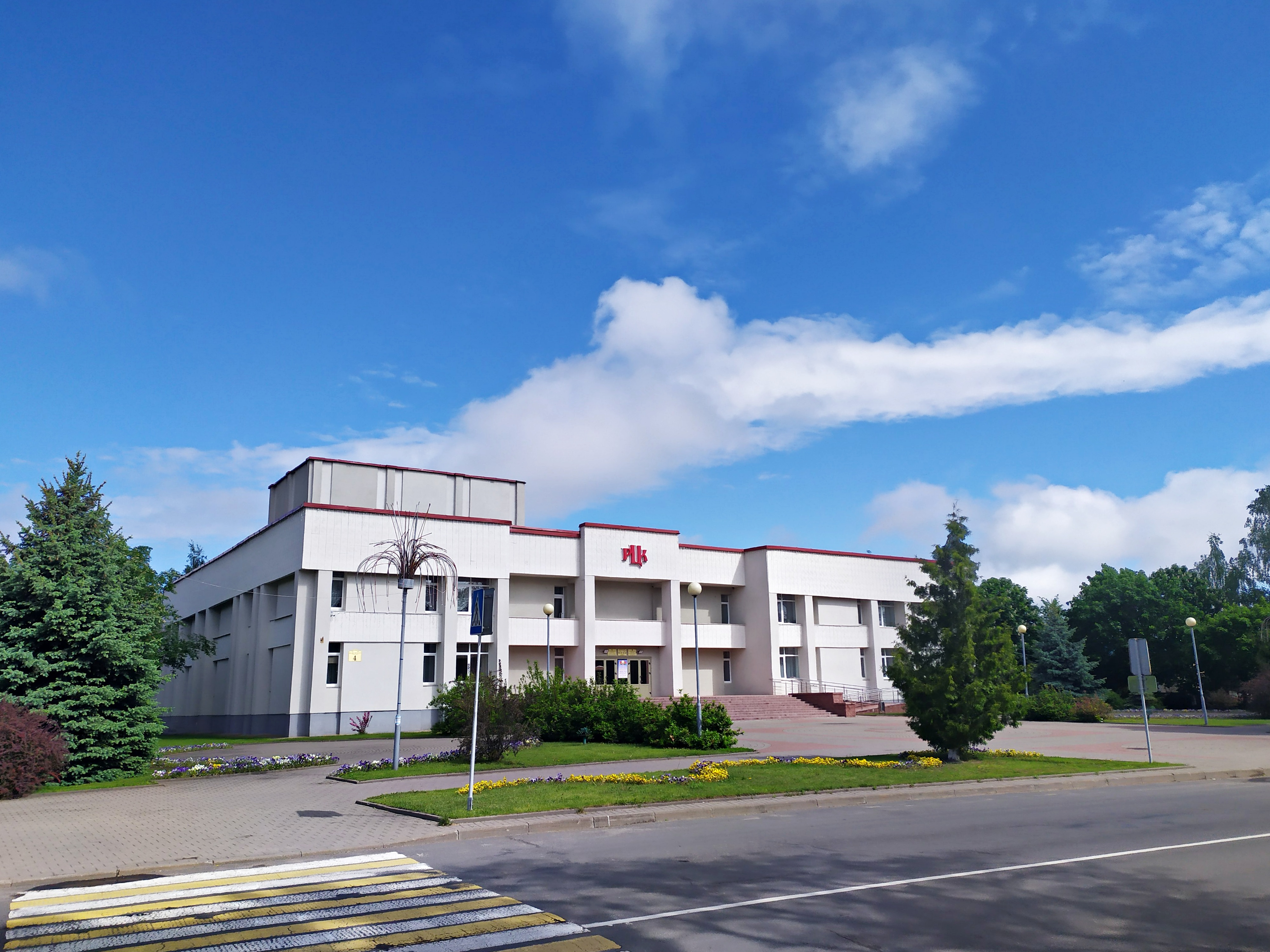
Центр культуры

В Клецке действует Музей истории Клетчины с 10,7 тыс. музейных предметов основного фонда. В 2016 году его посетили 12,3 тыс. человек.

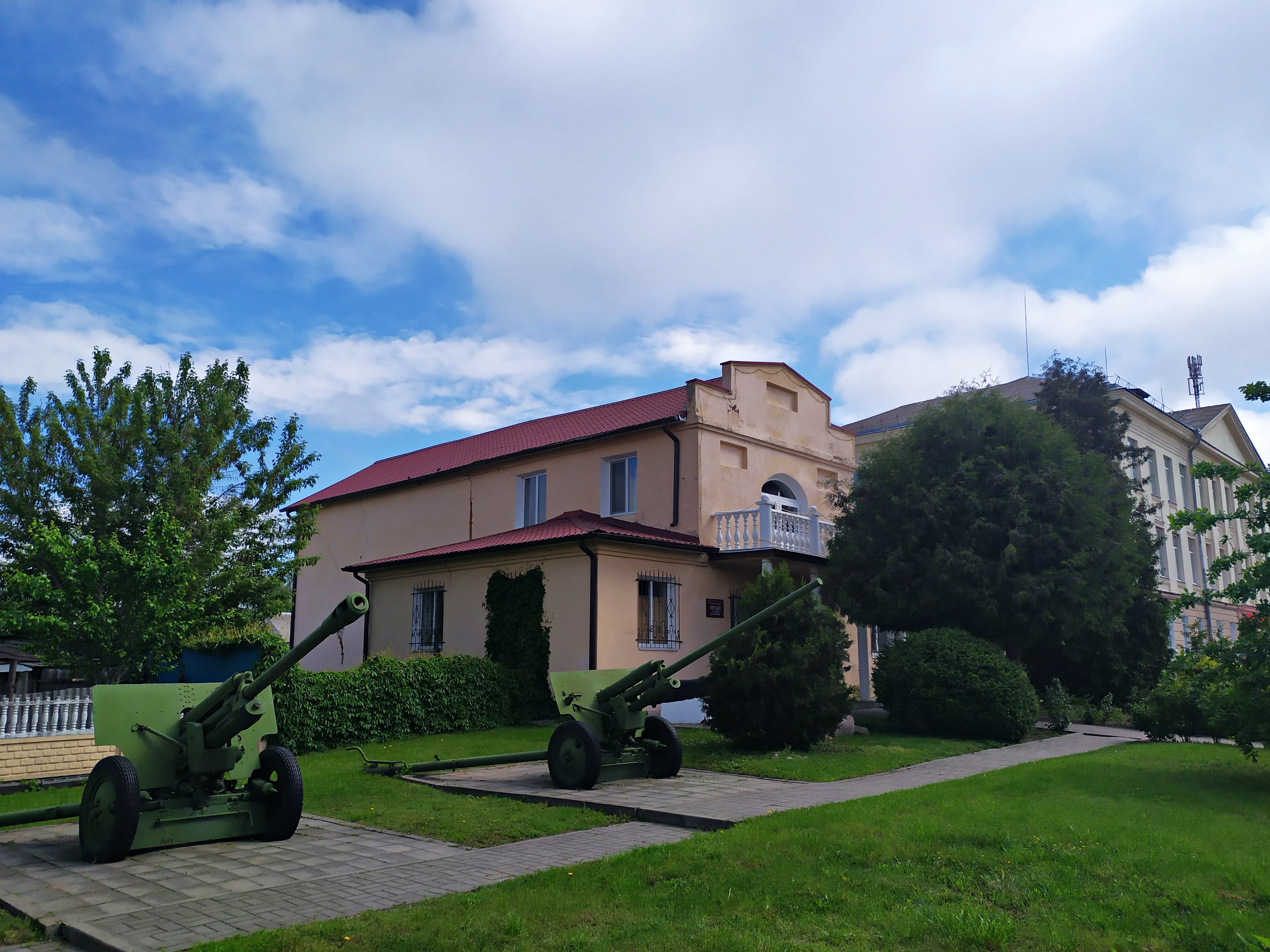
Клецкий историко-этнографический музей

Также расположен Клецкий районный центр культуры.

## Достопримечательности
- Здание бывшей иешивы, ул. Гагарина, 11 —  Историко-культурная ценность Республики Беларусь, шифр 613Г000185
- Костёл Святой Троицы (новое здание Фарного Троицкого костёла)
- Жилой корпус бывшего монастыря доминиканцев, ул. Панкратовская, 8 —  Историко-культурная ценность Республики Беларусь, шифр 613Г000190
- Свято-Покровская церковь на кладбище (вторая половина XIX века), ул. Ленина —  Историко-культурная ценность Республики Беларусь, шифр 613Г000188
- Здание бывшего госпиталя (1909), ул. Школьная, 23 —  Историко-культурная ценность Республики Беларусь, шифр 613Г000186
- Здания бывших казарм (начало XX века), ул. Казарменная, 4 —  Историко-культурная ценность Республики Беларусь, шифр 613Г000191
- Городище (XI—XIII века)
- Здание бывшего костела Благовещения Пресвятой Девы Марии при монастыре доминиканцев (1683), ул. Я. Купалы, 1 —  Историко-культурная ценность Республики Беларусь, шифр 611Г00018

### Памятник, скульптура
- Мемориальный комплекс советским воинам и партизанам, братская могила в сквере на пл. Маяковского —  Историко-культурная ценность Республики Беларусь, шифр 613Д000189
- Могила красноармейцев (1917, 1967), городские кладбище —  Историко-культурная ценность Республики Беларусь, шифр 613Д000192
- Памятный знак в честь 800-летия города
- Мемориальный крест и камень на месте битвы под Клецком 5 августа 1506 года
- Мемориал И. О. Апанасевичу (погибшему на АПЛ К-278 «Комсомолец»). Установлен на территории средней школы № 1 г. Клецка, в которой учился И. О. Апанасевич.

### Утраченное наследие
- Костёл Пресвятой Троицы (Фарный; XVI в, сохранилась часть западной стены)
- Замок
- Часовня (XIX в.)
- Мечеть (1881)
- Большая синагога (XVIII в.)
- Ветряная мельница

## Галерея

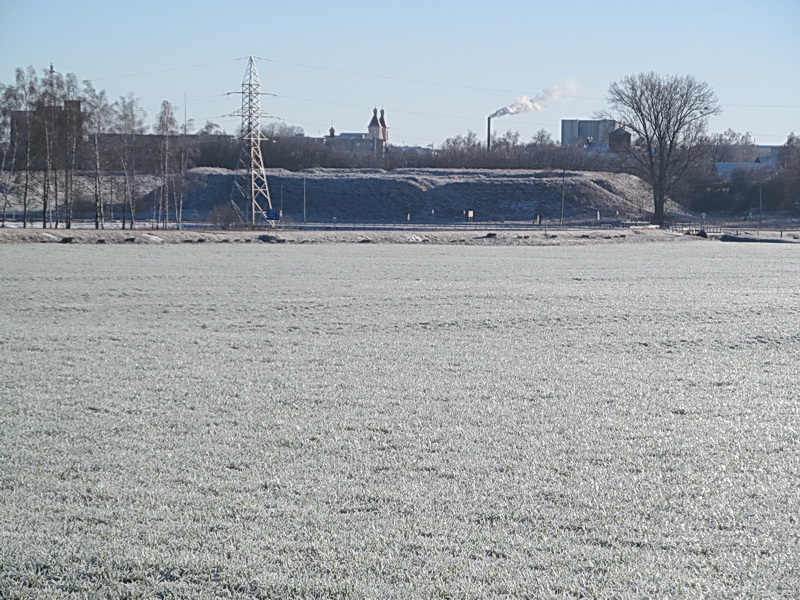
Городище
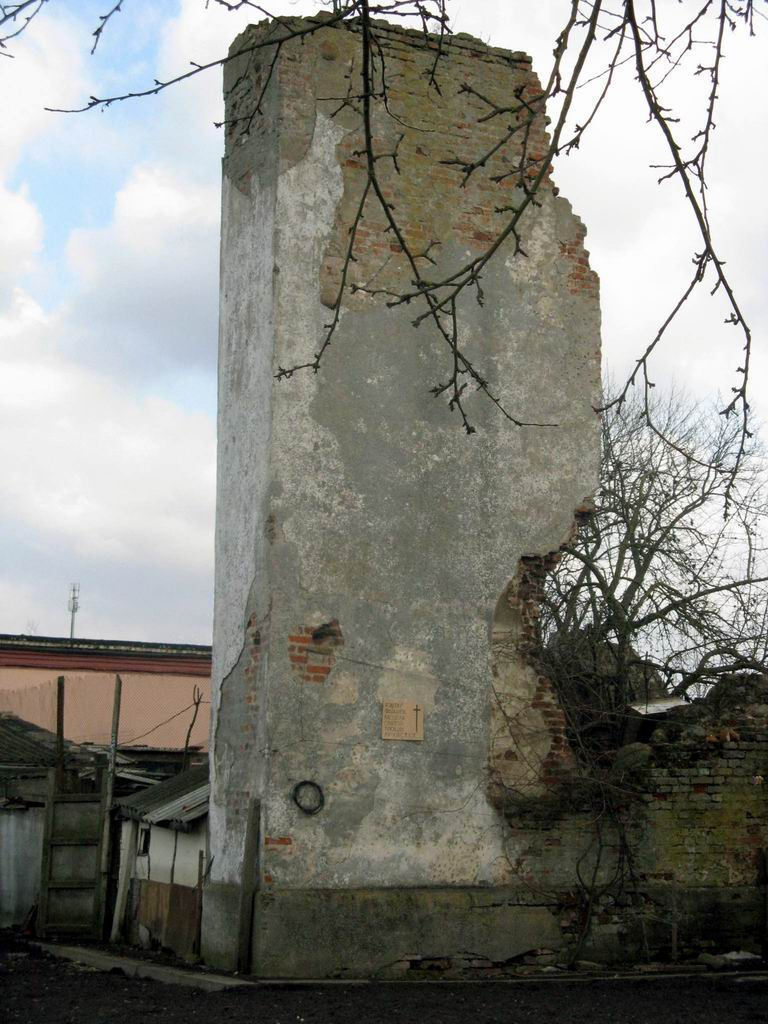
Фарный троицкий костёл (фрагмент стены)
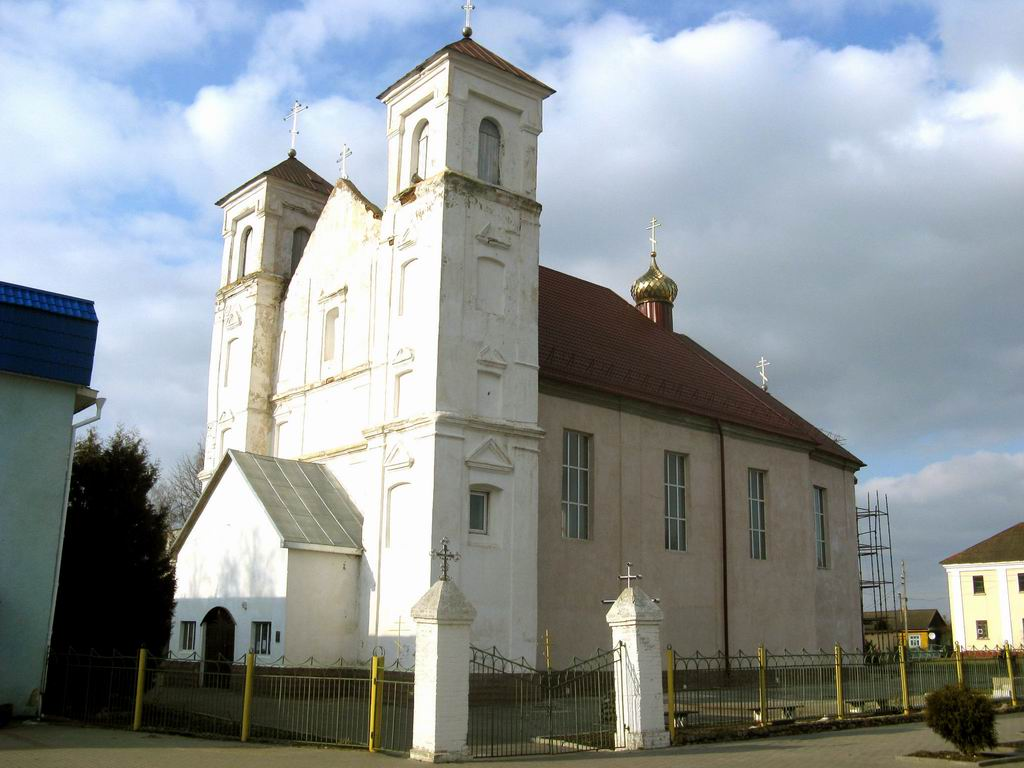
Храм Воскресения Христова (бывший костёл)
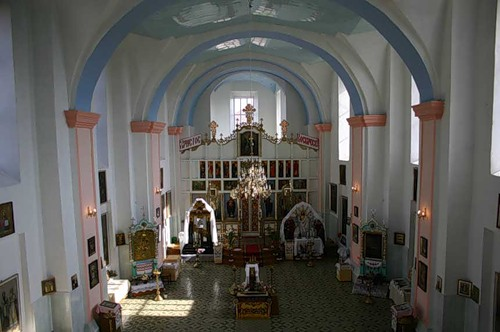
Храм Воскресения Христова (бывший костёл), убранство
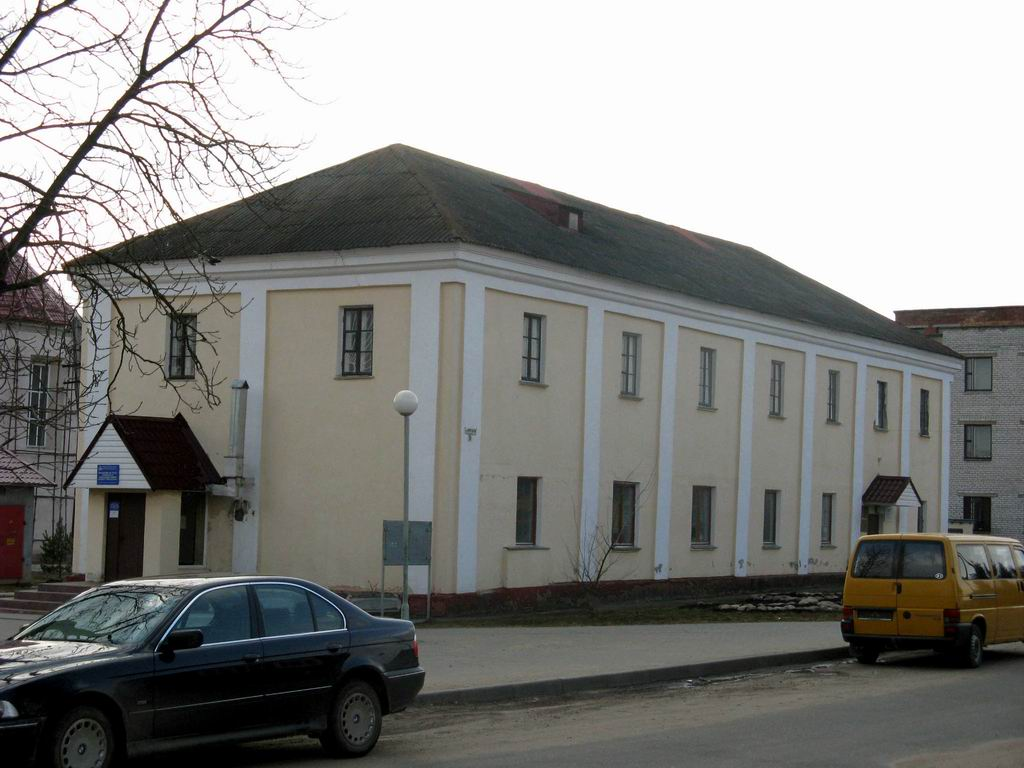
Жилой корпус бывшего монастыря доминиканцев
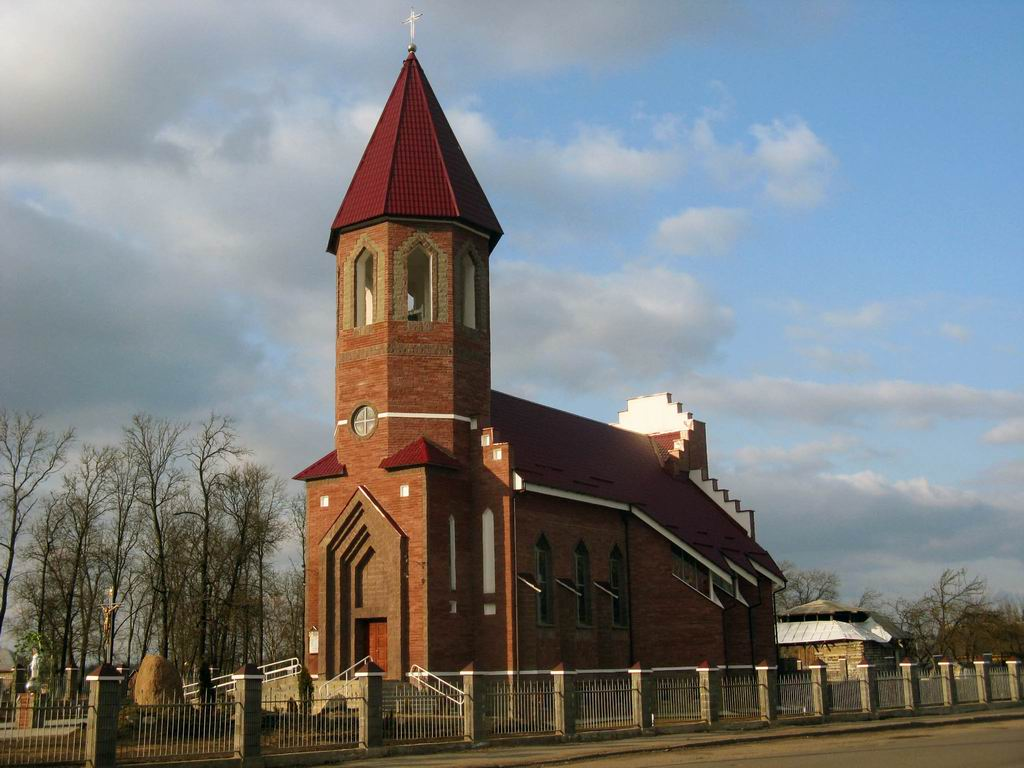
Новый костёл
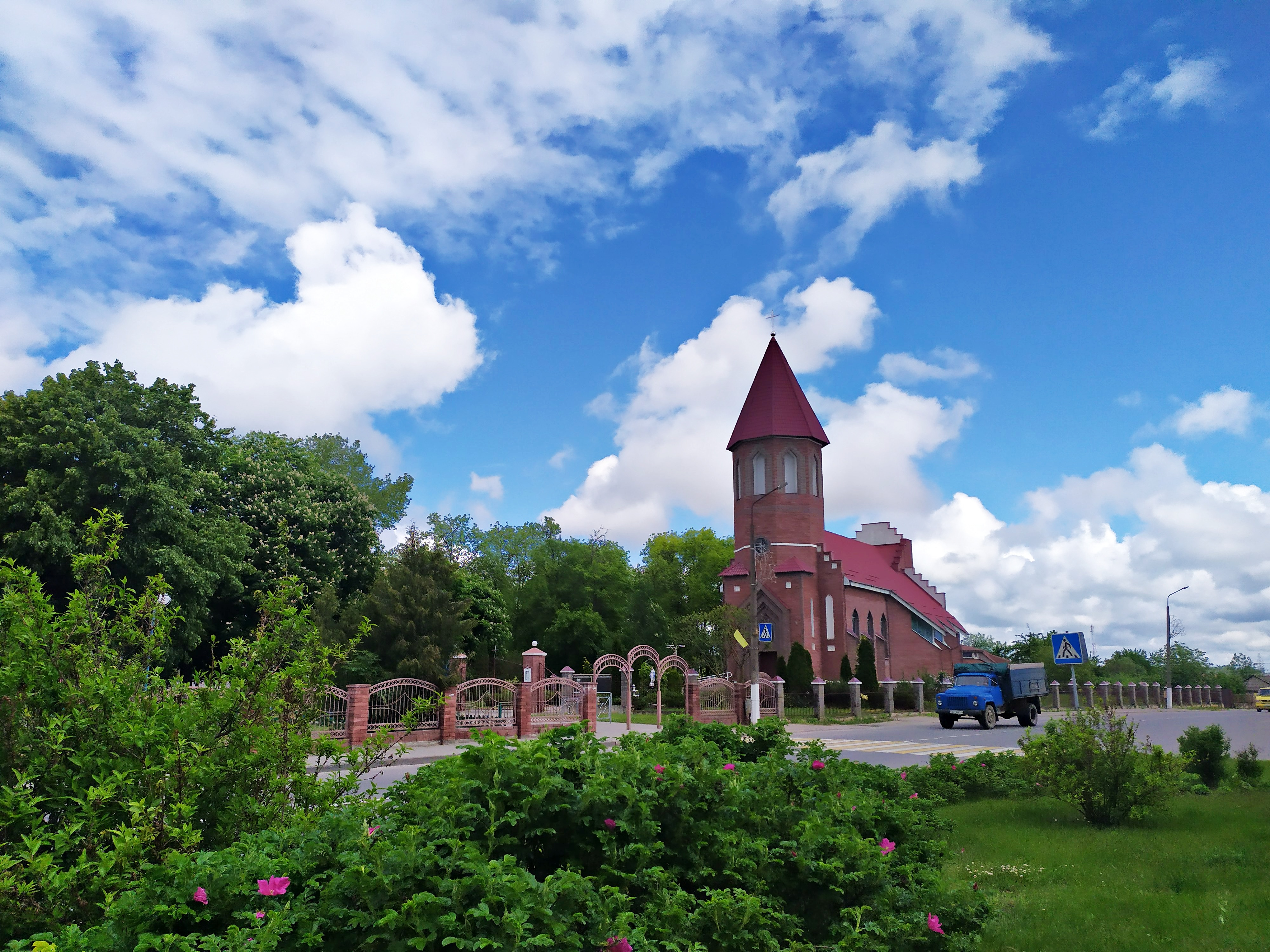
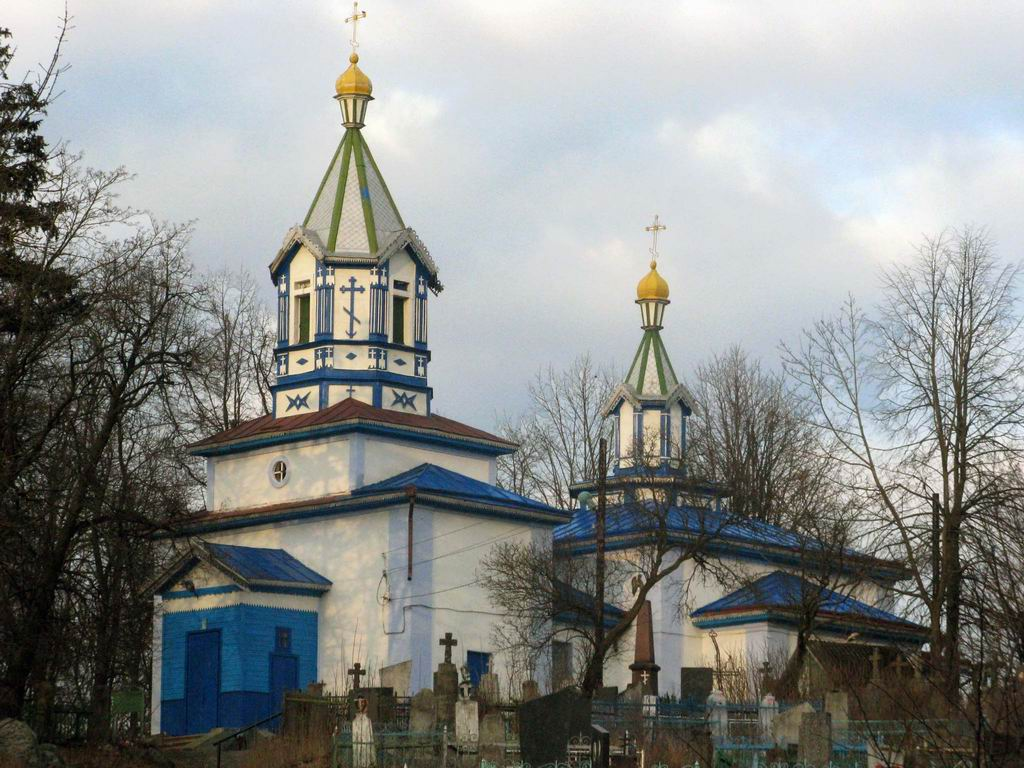
Покровская церковь
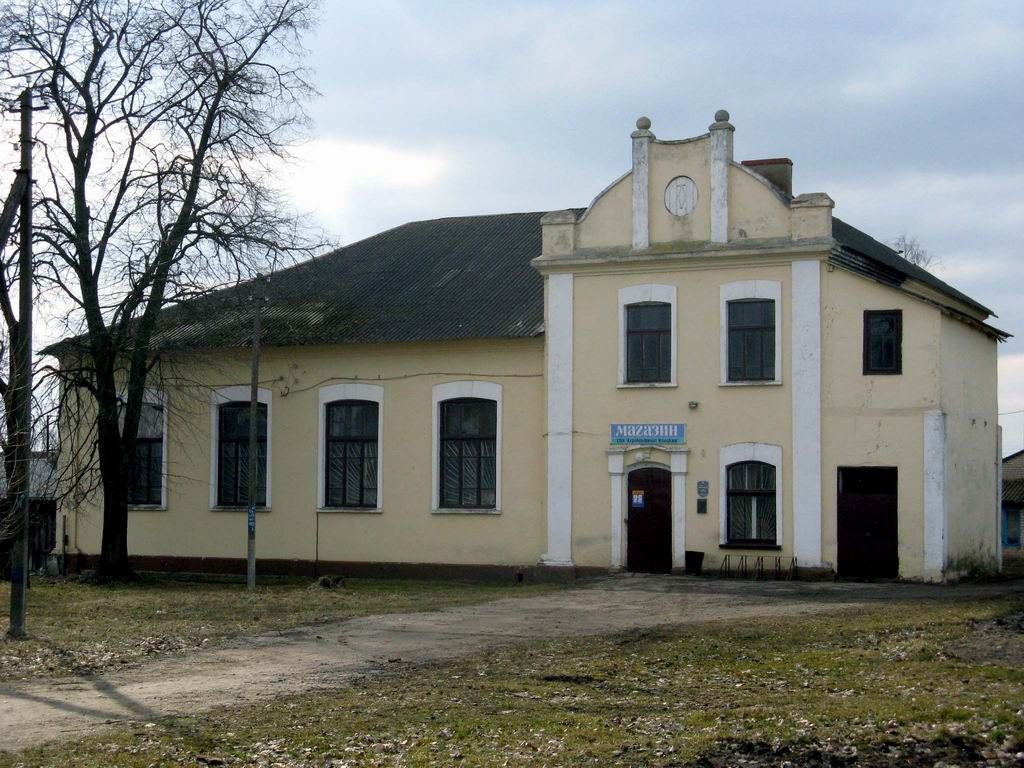
Клецкая иешива
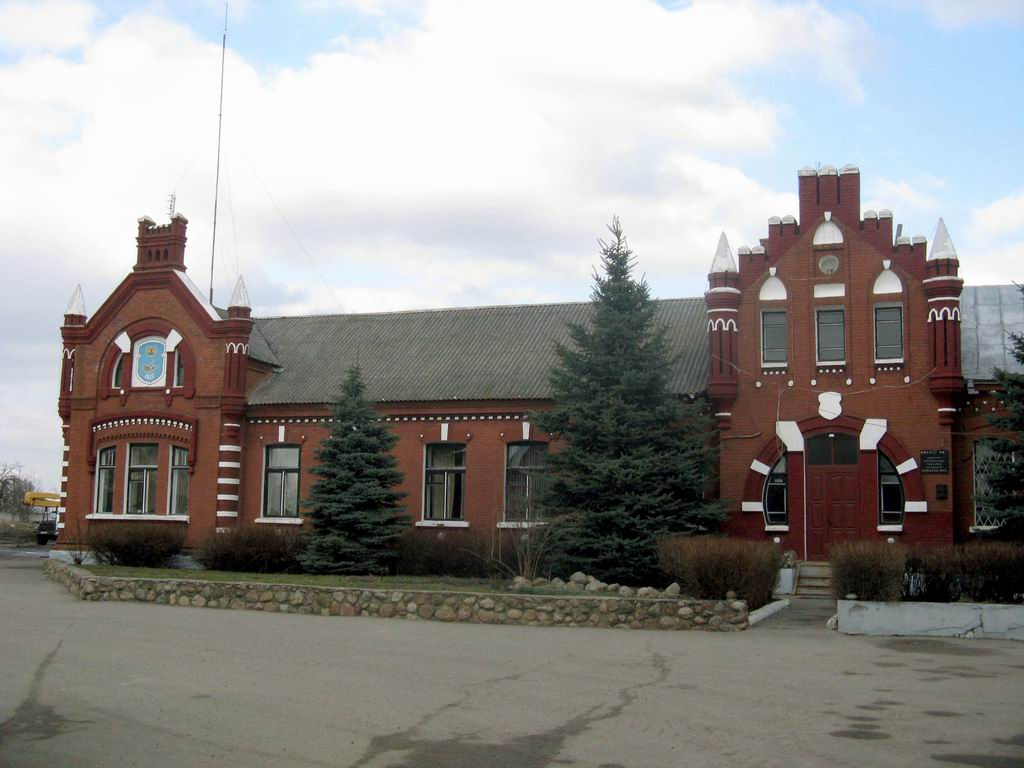
Здание бывшего госпиталя
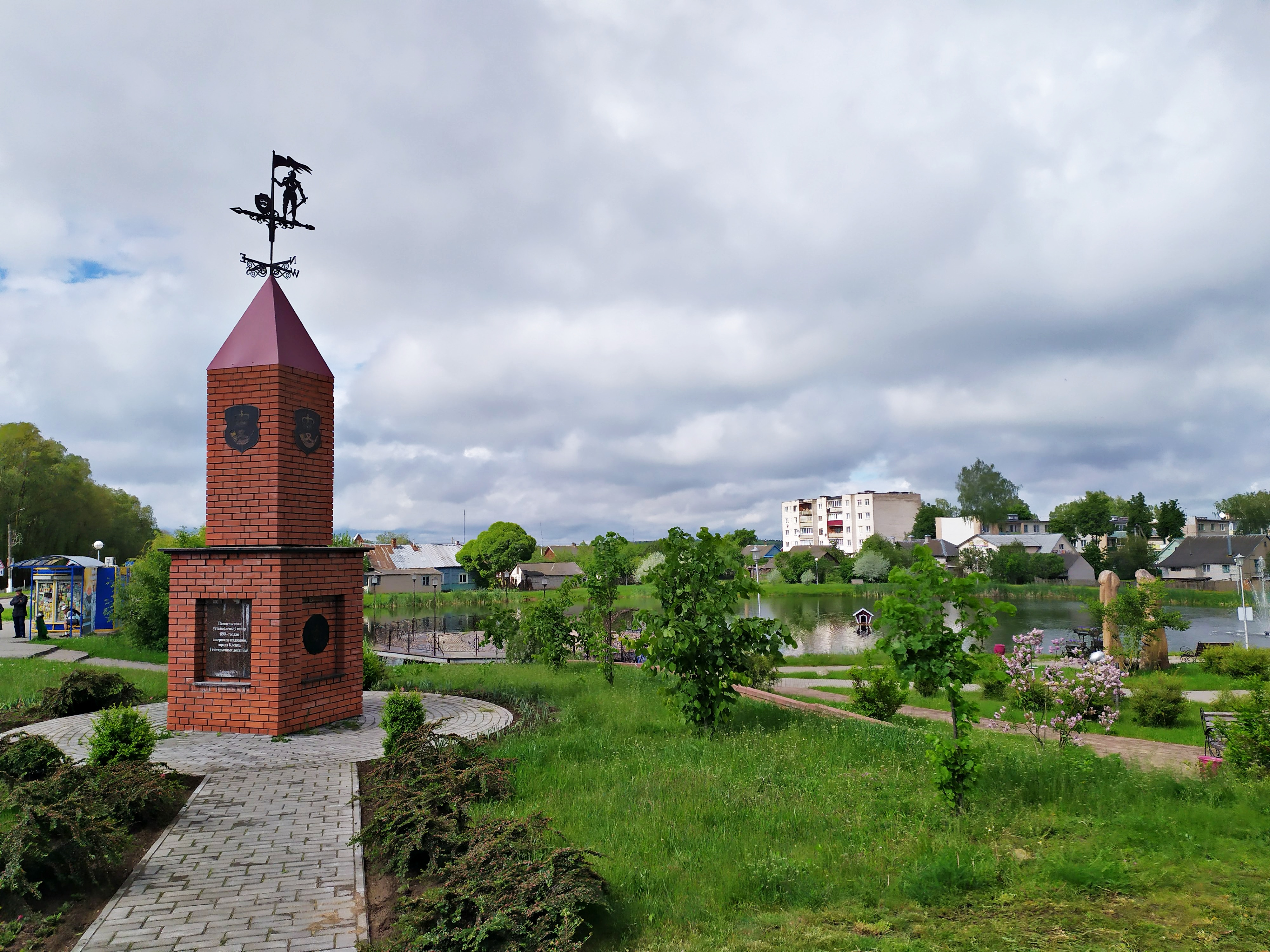
Памятный знак в честь 800-летия города
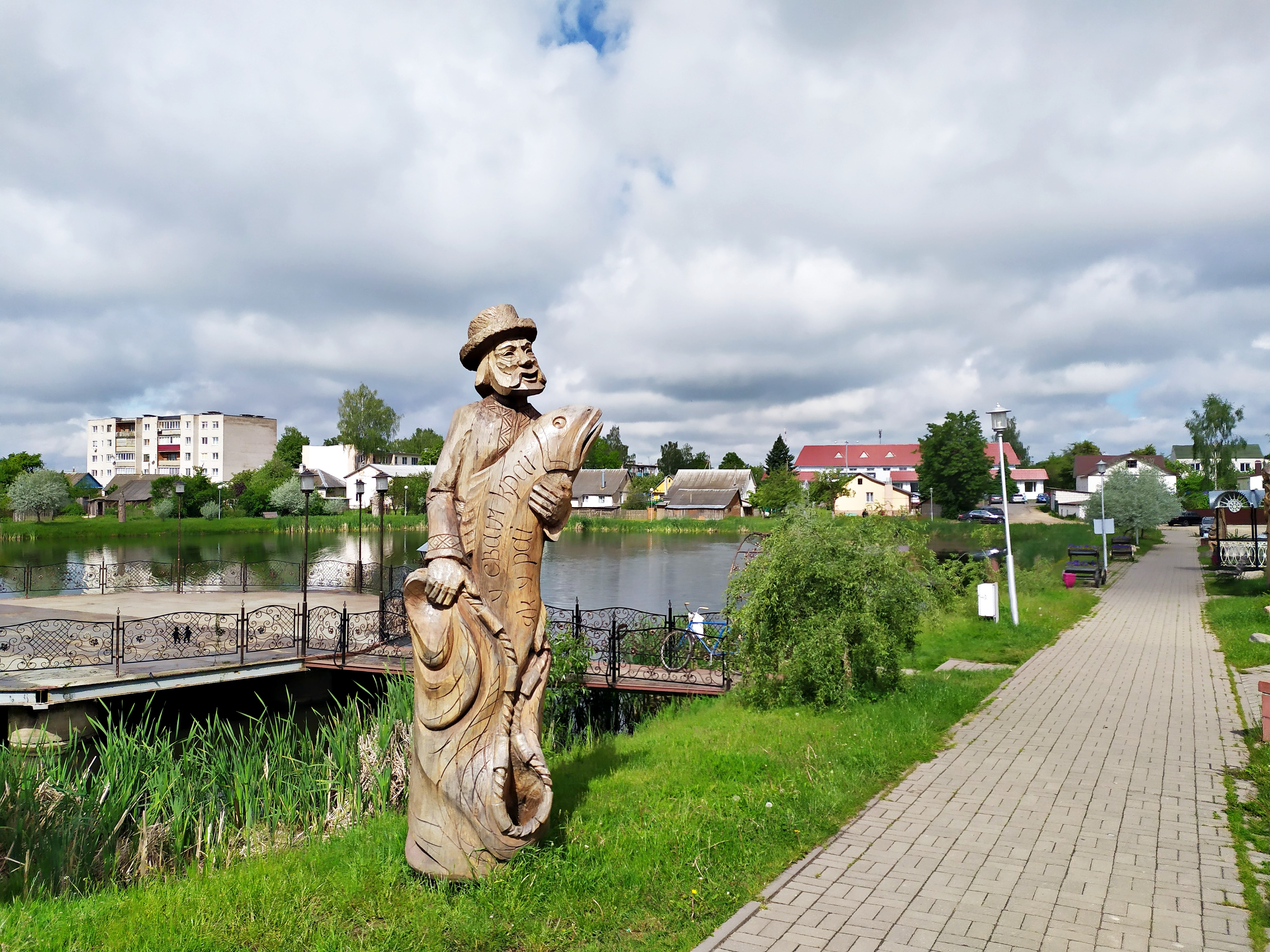
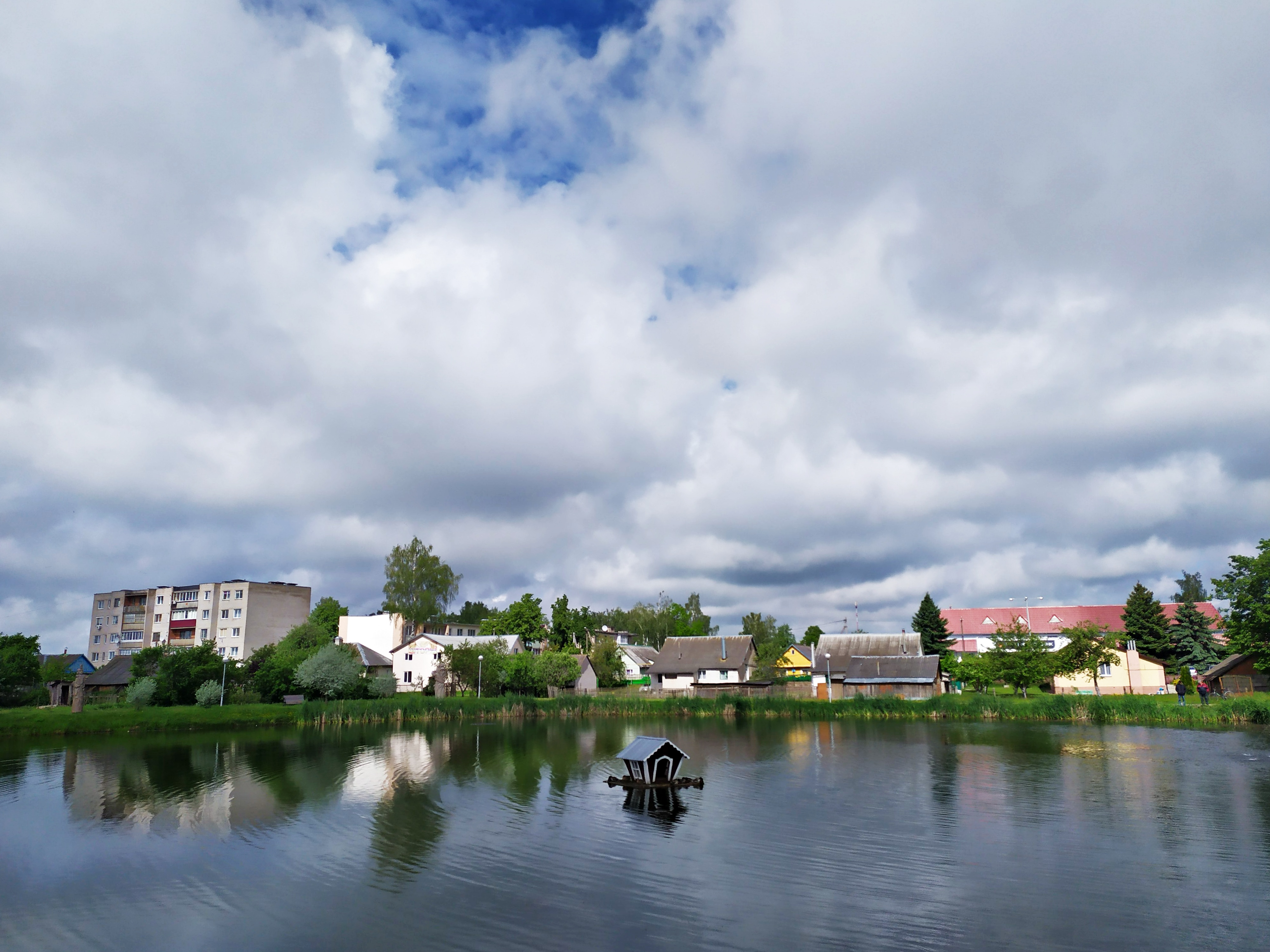
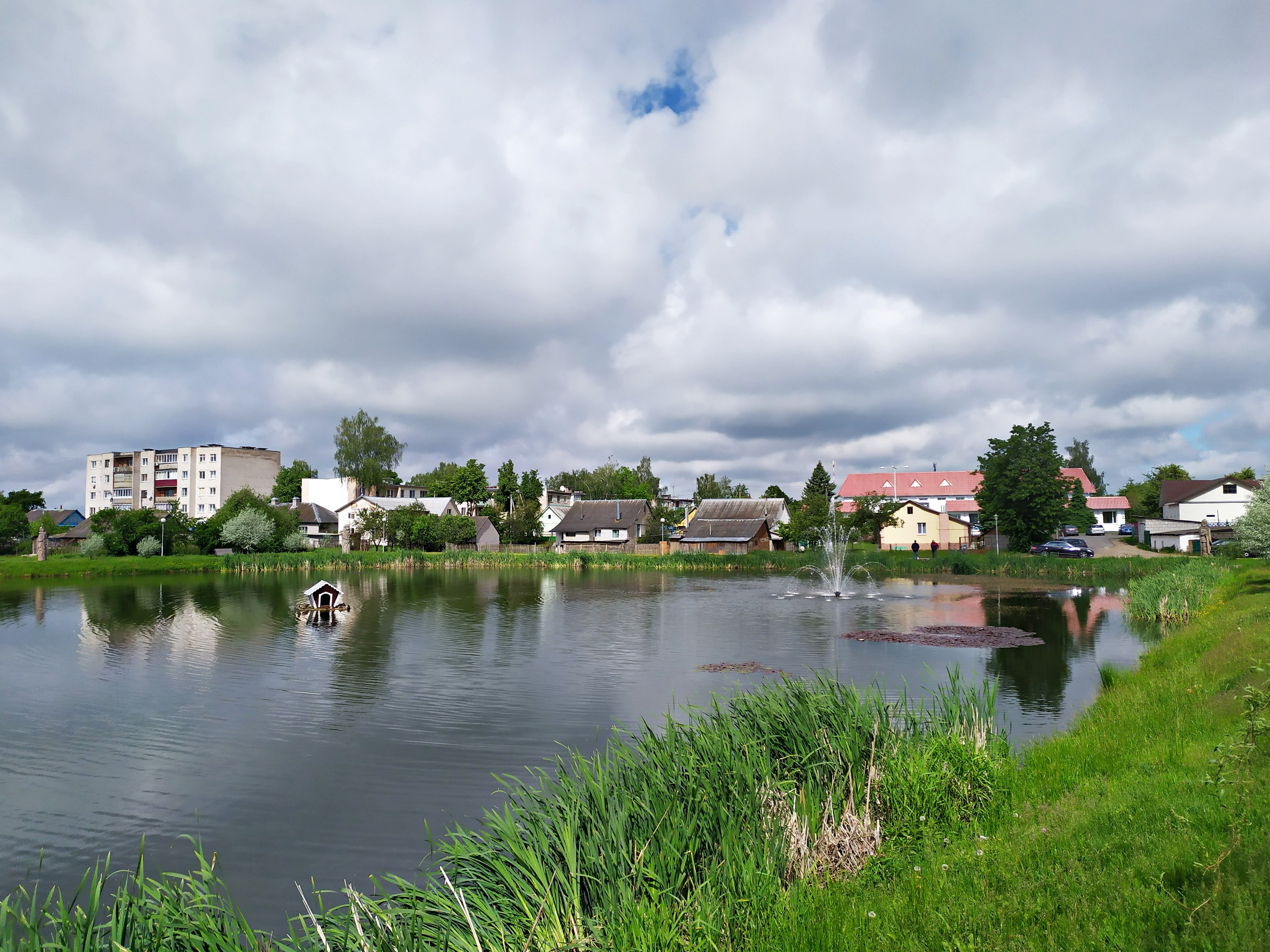
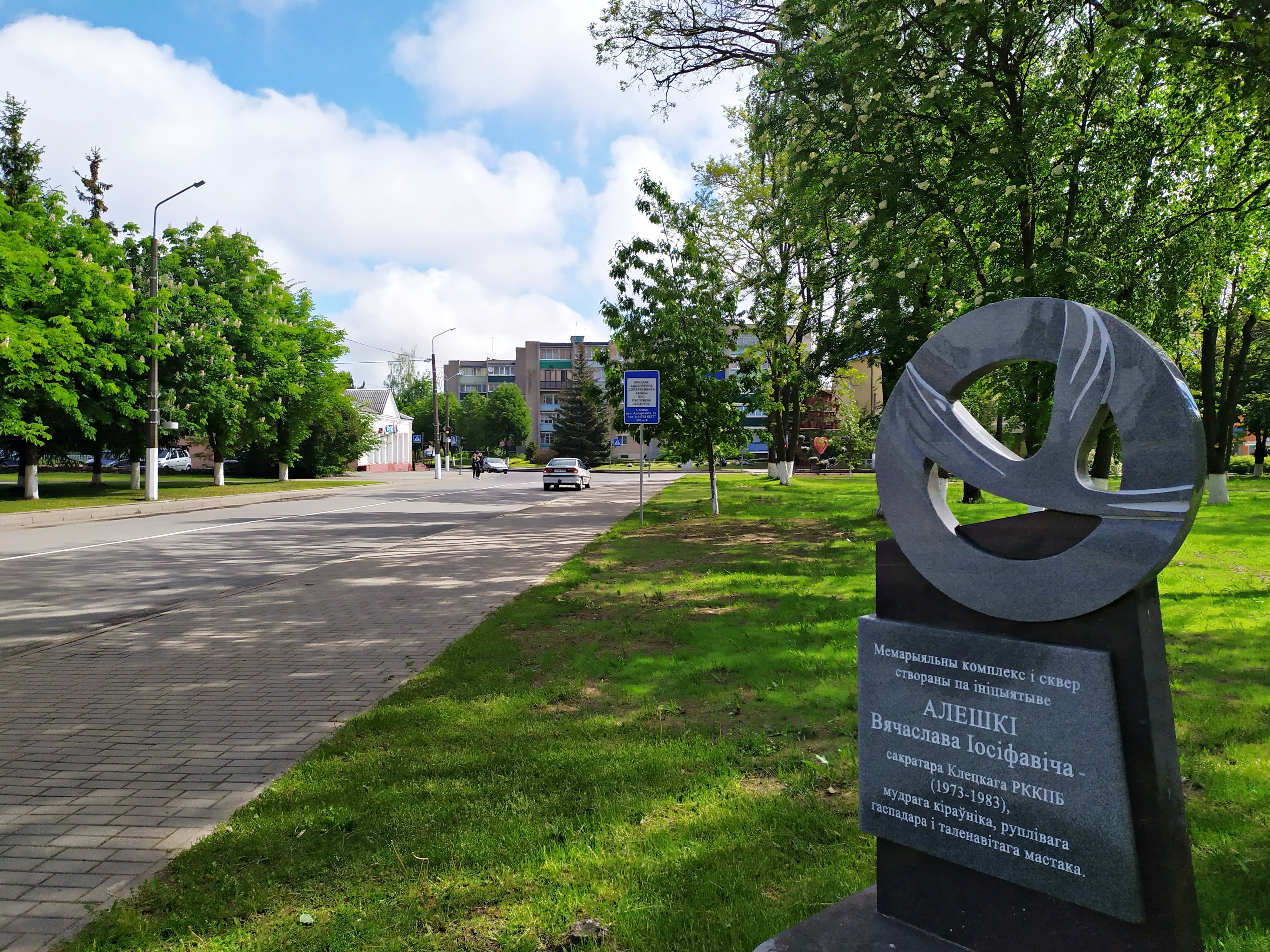
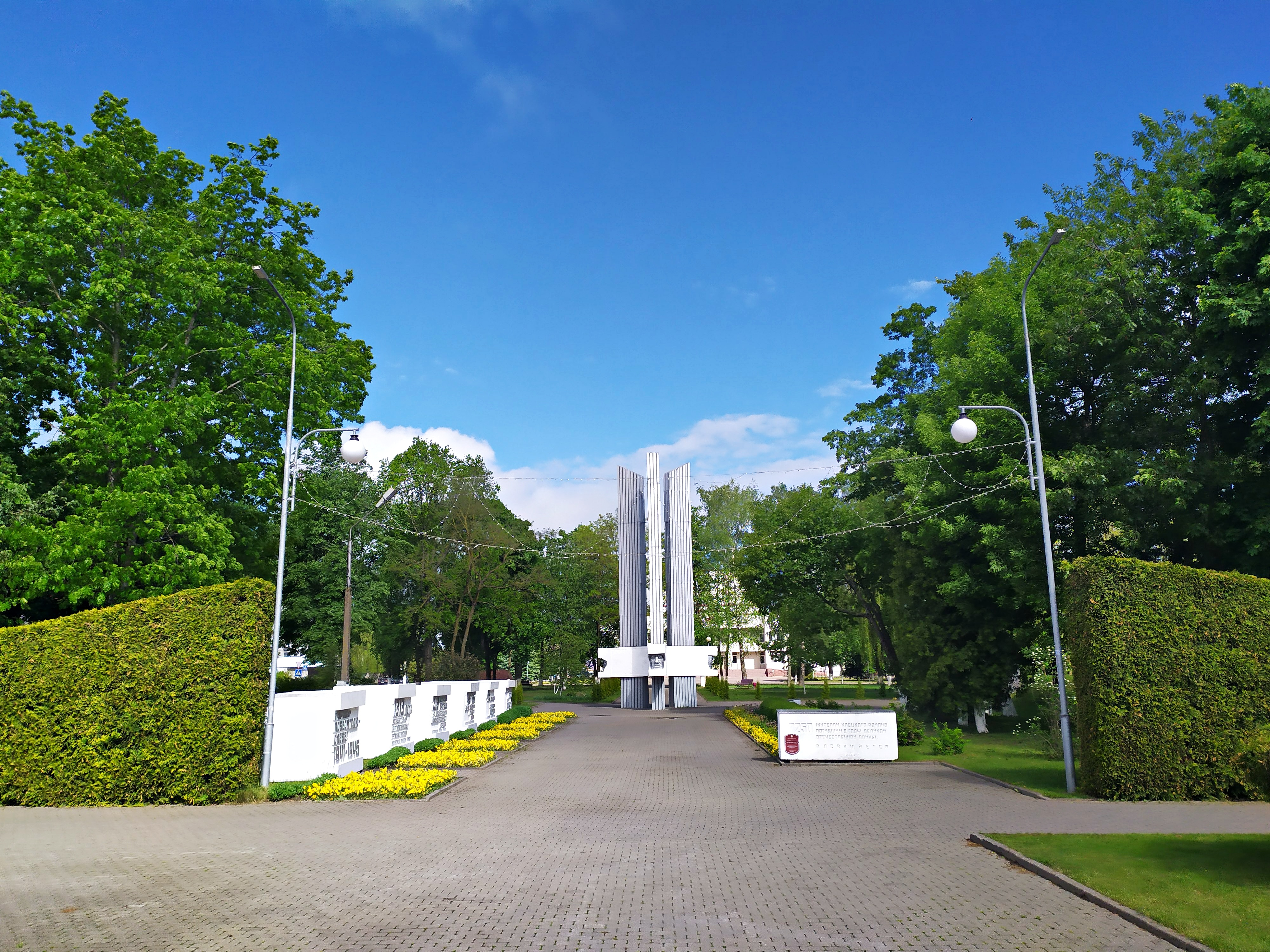
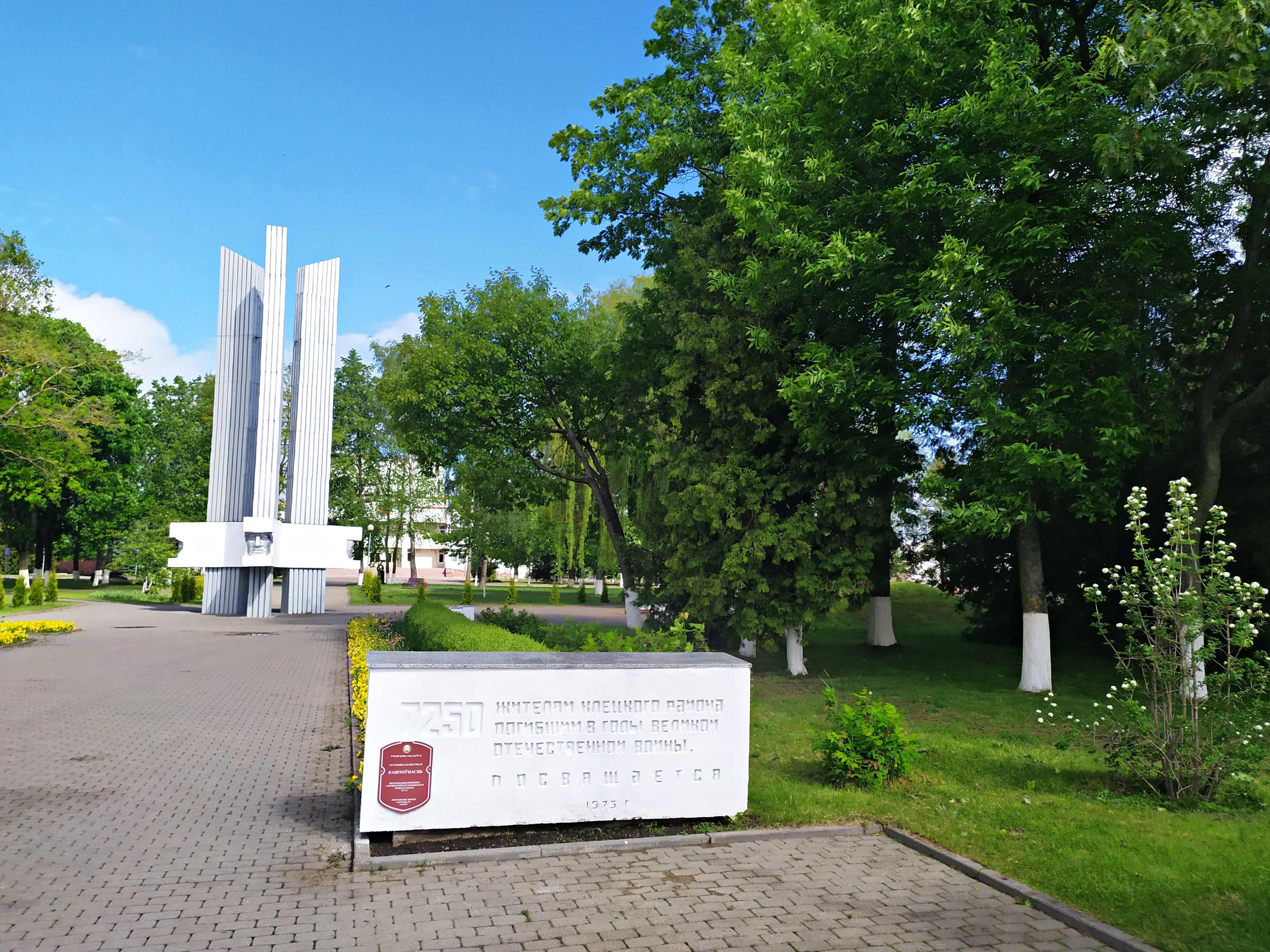
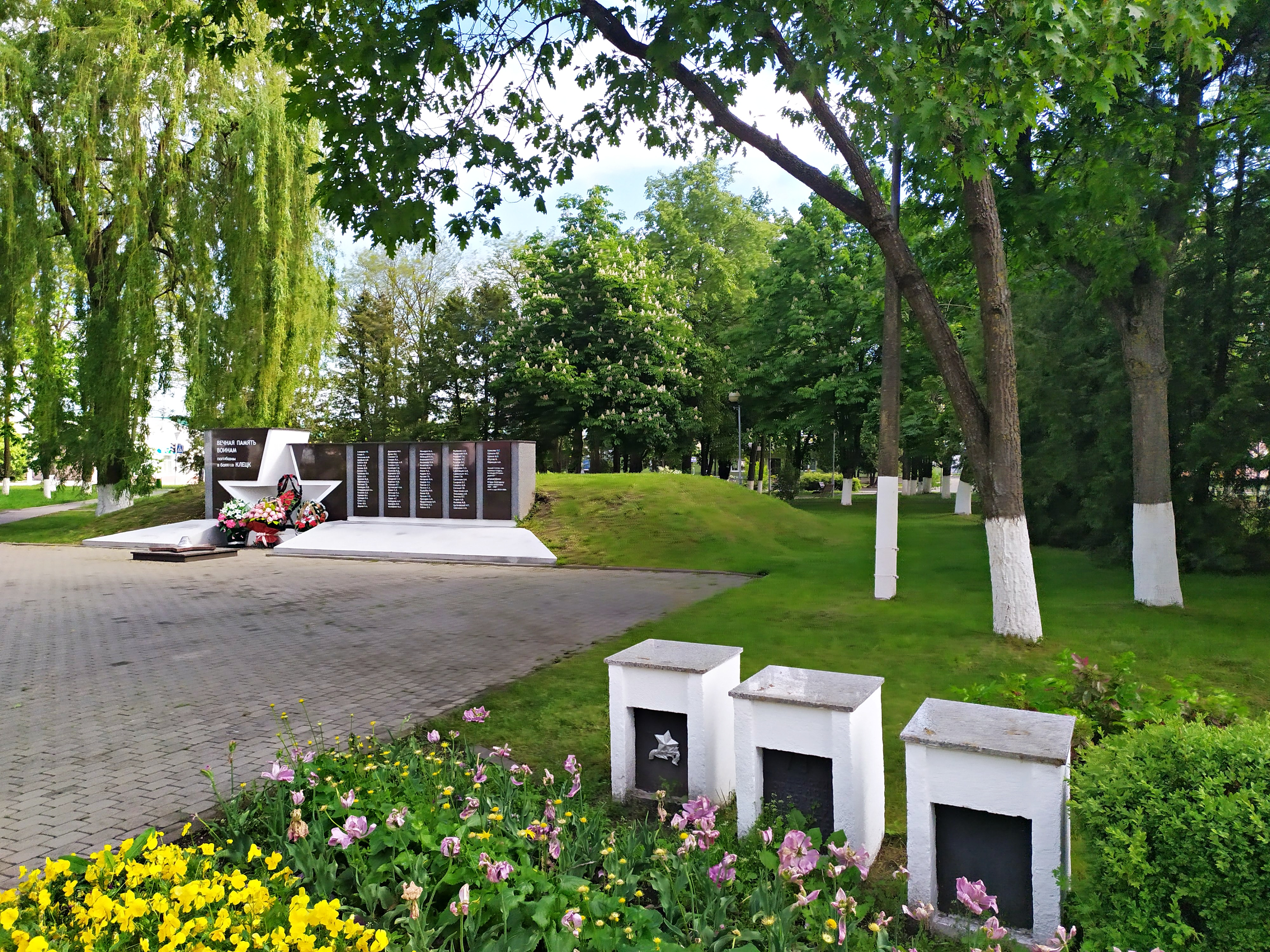
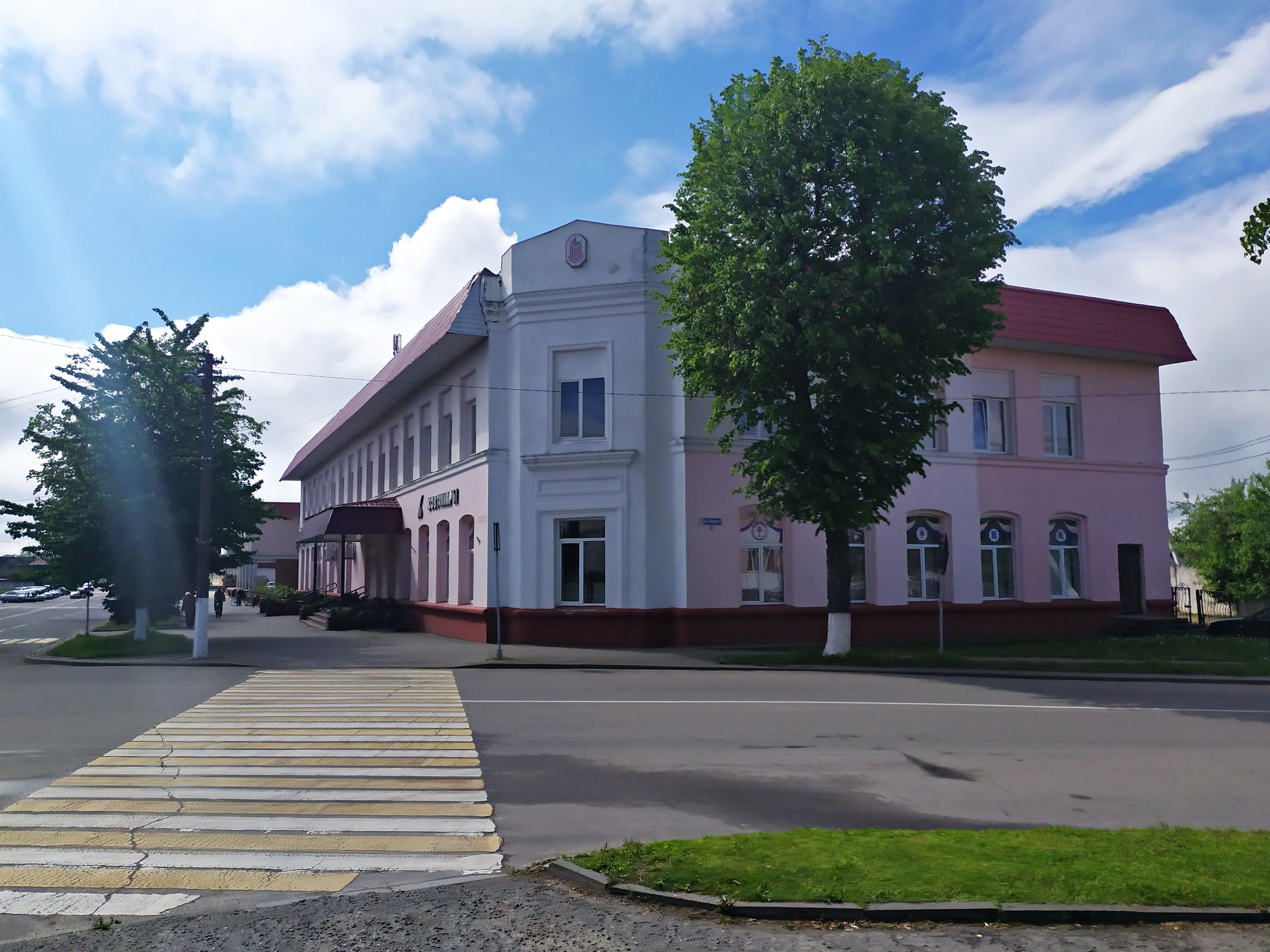
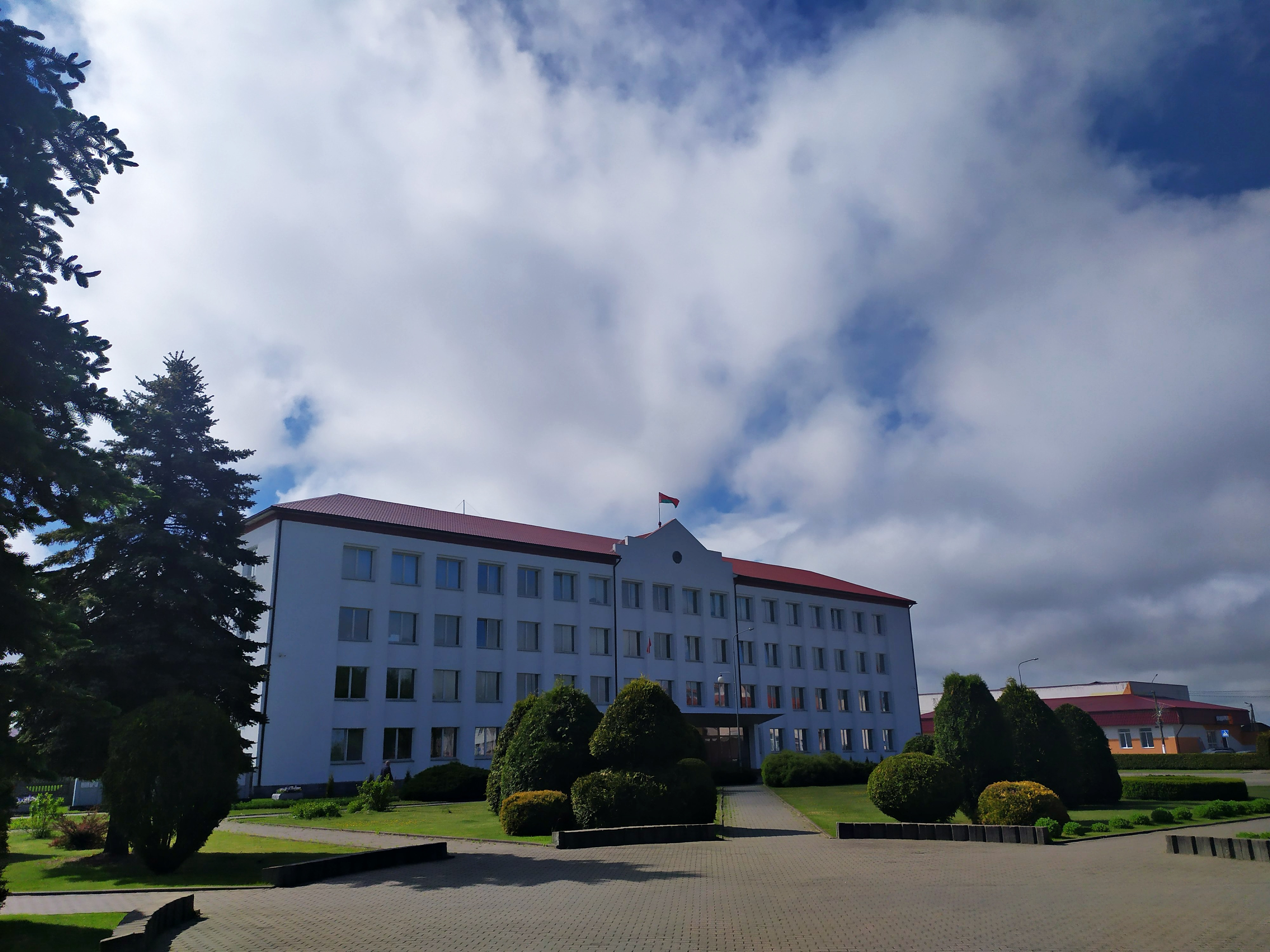
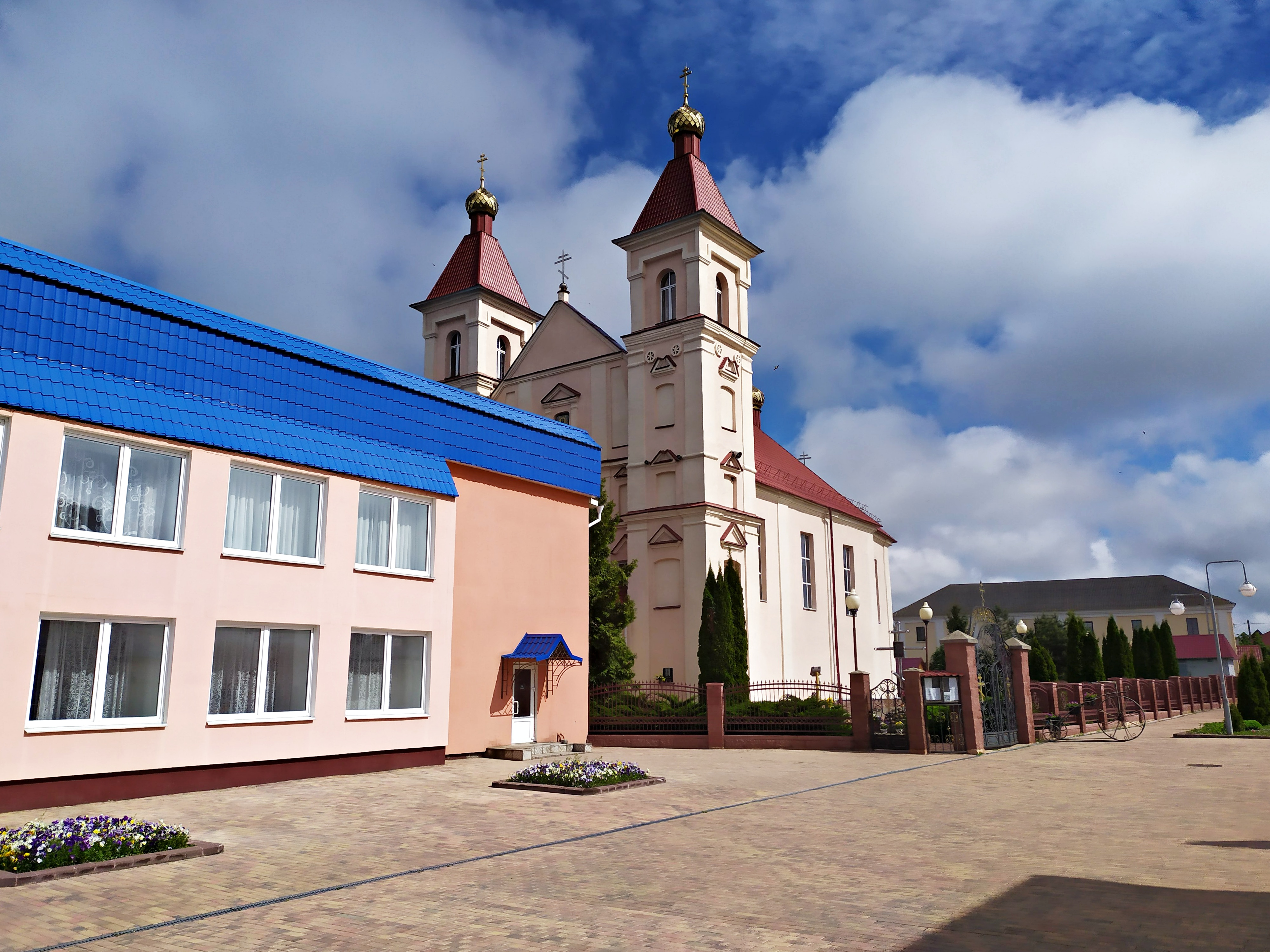
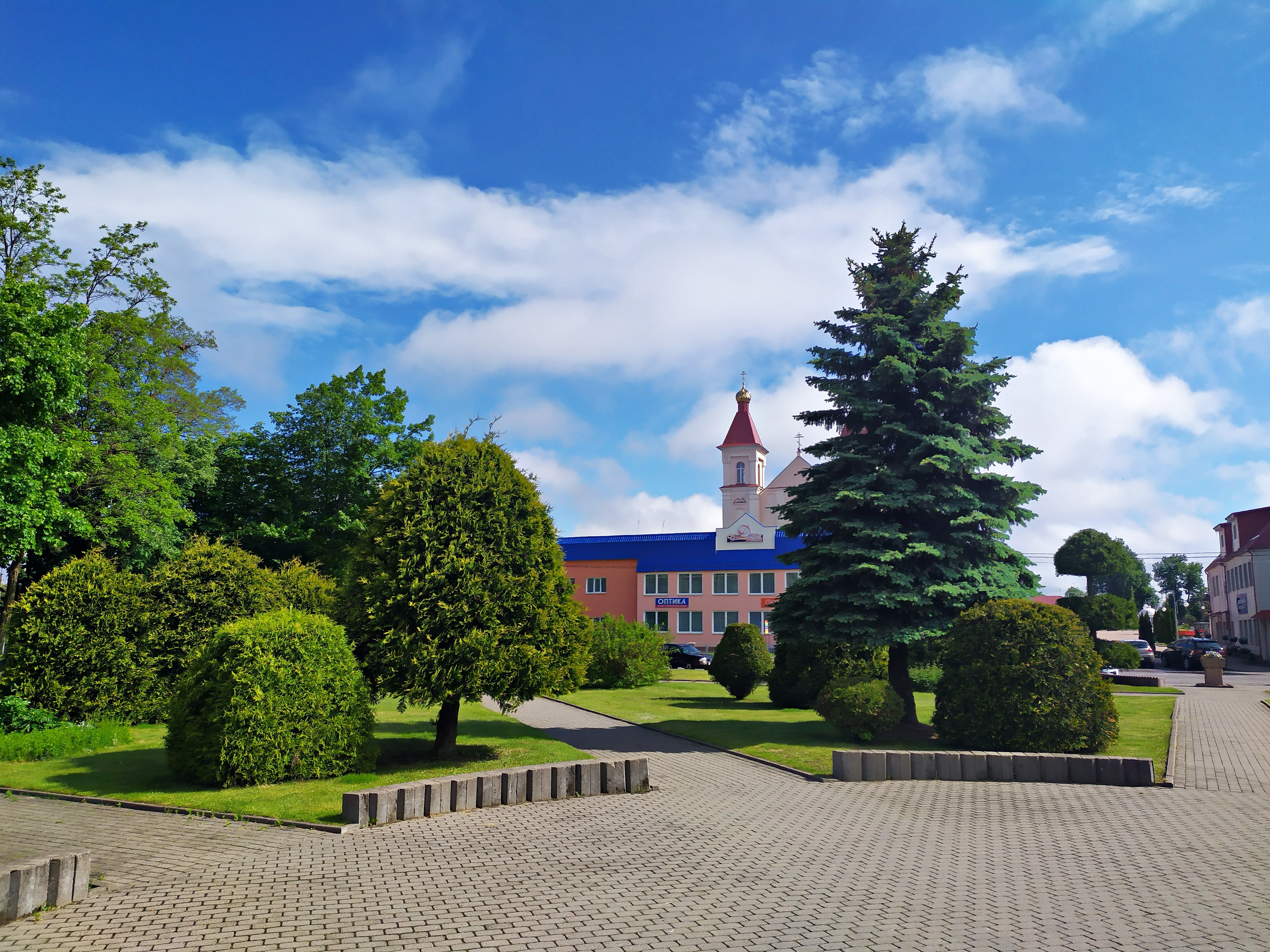
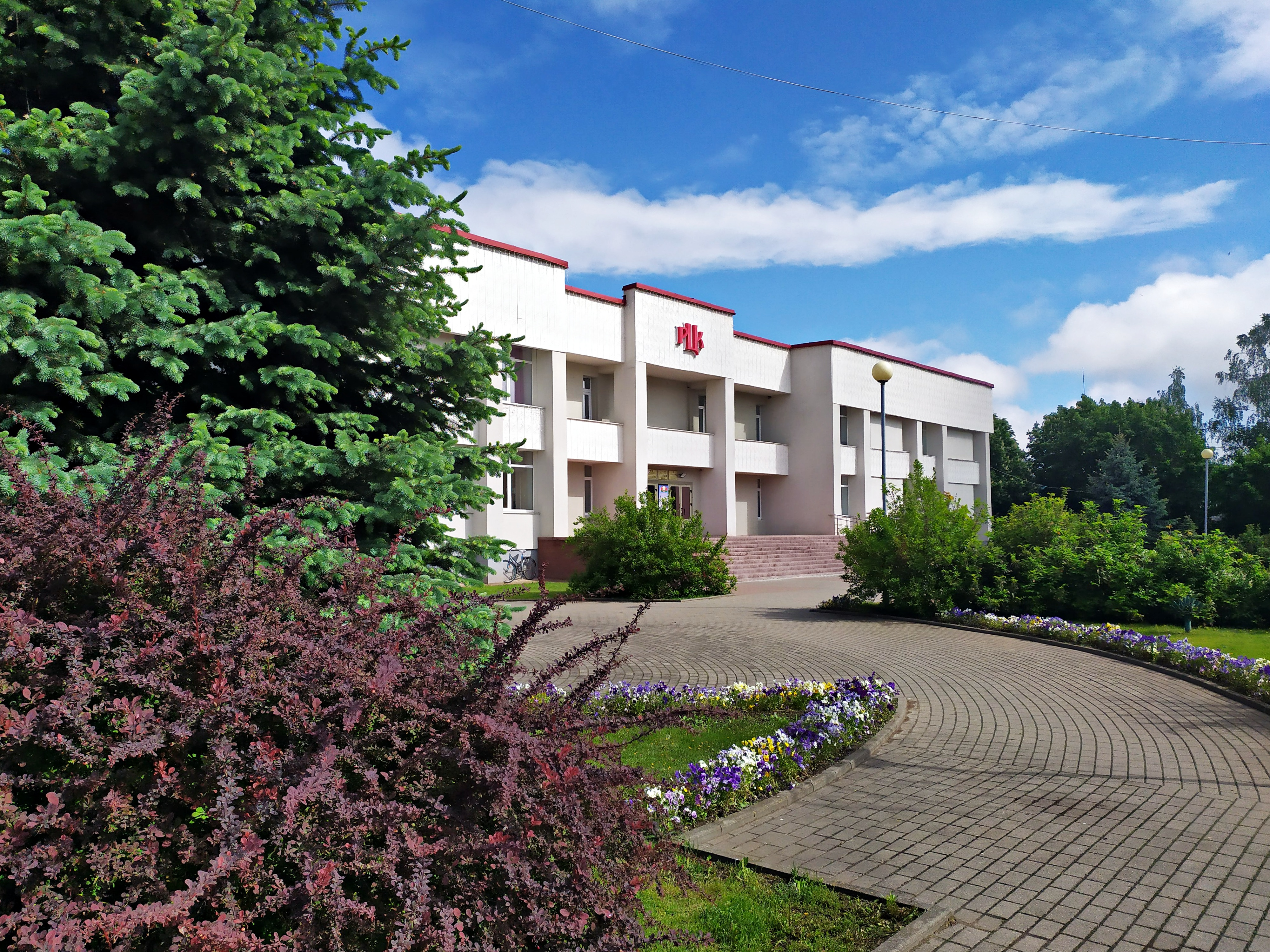
Центр культуры
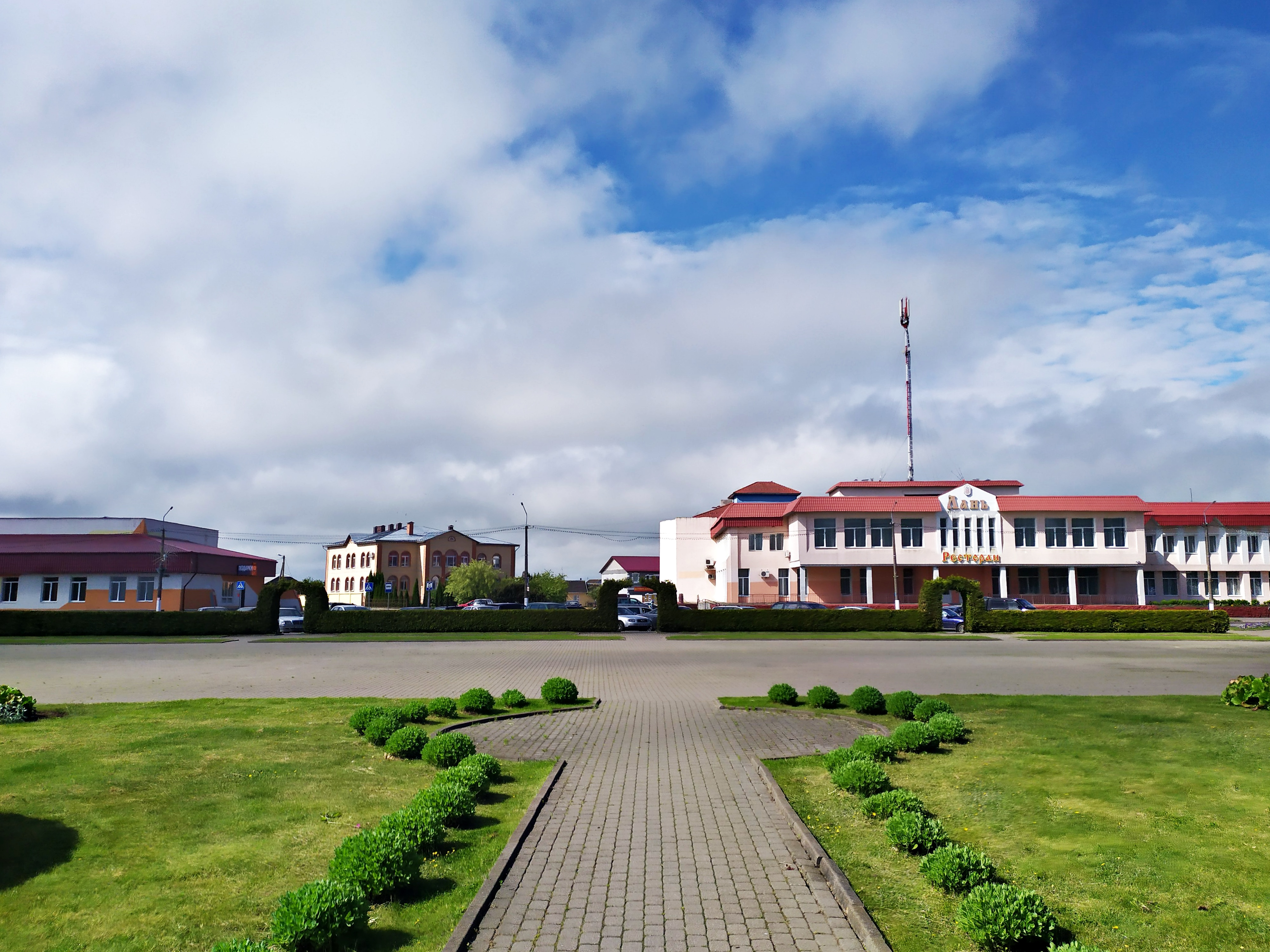
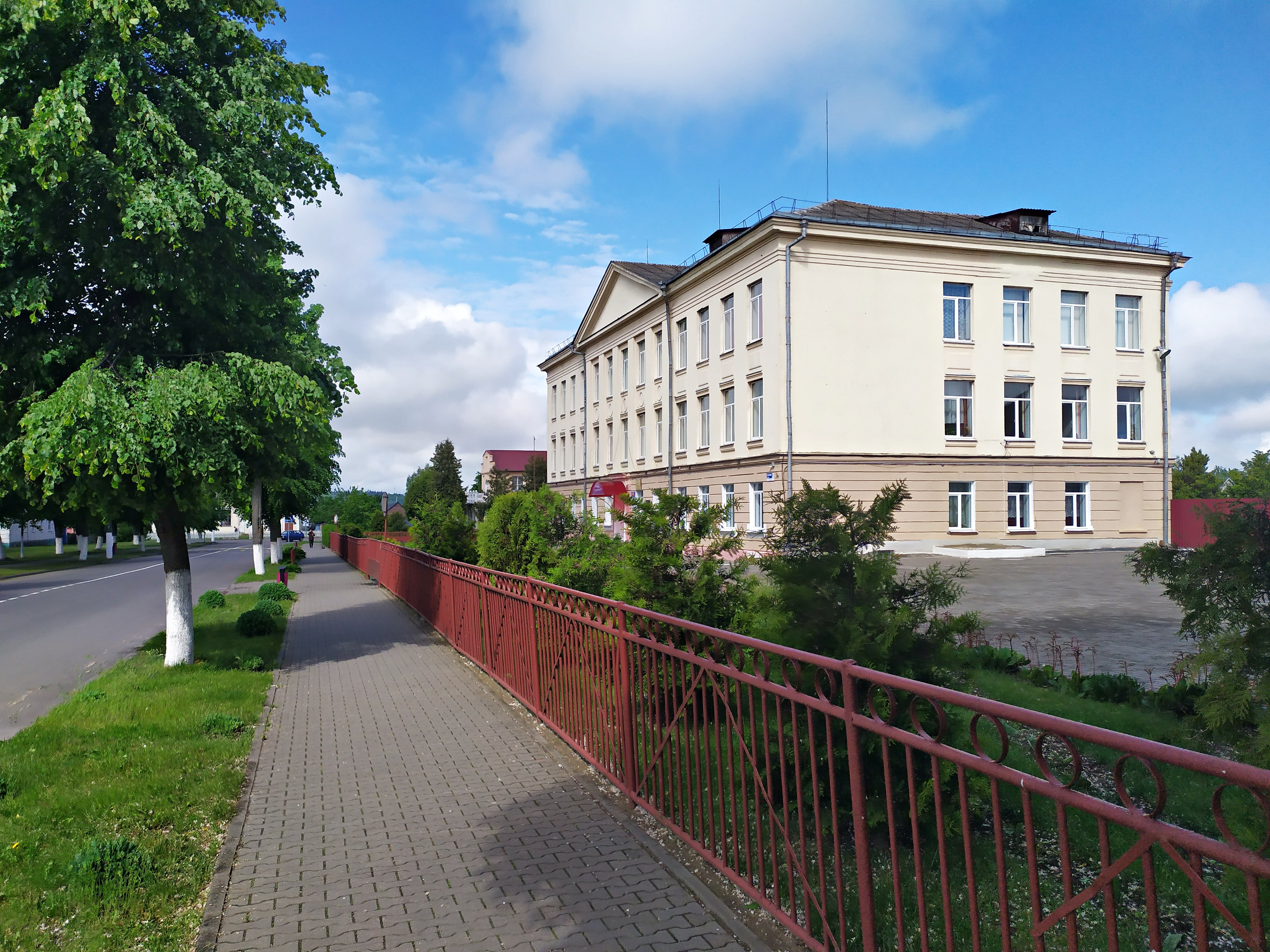
Школа